# Udenhausen (Boppard)
Udenhausen ist einer von zehn Ortsbezirken der Stadt Boppard im Rhein-Hunsrück-Kreis in Rheinland-Pfalz. Bis zur Eingliederung in die neue Gemeinde Boppard am 31. Dezember 1975 war Udenhausen eine eigenständige Gemeinde.

## Geographie
395 m ü. NHN liegt Udenhausen im Vorderhunsrück, auf der Höhe zwischen Rhein und Mosel, südlich von Koblenz. Udenhausen hat etwa 520 Einwohner und eine Fläche von 384 Hektar.
Das Sackgassendorf ist frei von Durchgangsverkehr, verfügt jedoch durch seine unmittelbare Nähe zur Hunsrückhöhenstraße, der B 327, sowie zur Autobahn A 61 über eine ideale Verkehrsanbindung.

## Geschichte
Erstmals urkundlich erwähnt wurde Udenhausen im Jahre 1021.
Der Name Udenhausen leitet sich von dem ersten Siedler, einem Udo, ab.
Verwaltungsmäßig gehörte Udenhausen zu dem Gut der Herren von Pyrmont und kam später mit den Orten des Gallscheider Gerichts unter die Oberhoheit der Kurfürsten von Trier, von 1816 an zur Bürgermeisterei Halsenbach (1927 umbenannt in Amt Halsenbach) und zum Kreis St. Goar im Regierungsbezirk Koblenz. Im Rahmen der Verwaltungsreform kam Udenhausen 1970 zur Verbandsgemeinde Boppard im neu gebildeten Rhein-Hunsrück-Kreis. Am 31. Dezember 1975 wandelte sich die Verbandsgemeinde in die verbandsfreie Gemeinde Boppard um, von der Udenhausen heute ein Ortsbezirk ist.
Die kirchliche Betreuung lag bis 1957 bei der katholischen Pfarrei Herschwiesen, heute bei der Pfarrgemeinde Nörtershausen.
Das Ortsbild prägen, vor allem im Ortskern um die Filialkirche St. Nikolaus, noch einige Fachwerkhäuser, unter anderem der „Backes“, das alte Backhaus, in dem zu besonderen Anlässen noch heute Brot und Kuchen gebacken wird.
Seit 1963 findet im dreijährigen Wechsel das sogenannte „Dreiertreffen“ zwischen den drei Ortschaften gleichen Namens statt: Grebenstein-Udenhausen („Unnassen“), Grebenau-Udenhausen („Nerrehuse“) und Boppard-Udenhausen („Orrehause“).
Im Mai 2007 wurde das Udenhausener Heimatmuseum im „Schusterklose-Haus“ eröffnet, wo seither, neben der Ausstellung, regelmäßig Veranstaltungen stattfinden.
Beim Landeswettbewerb „Unser Dorf soll schöner werden“ konnte Udenhausen in der Vergangenheit einige Erfolge erzielen.

## Politik

### Ortsbeirat
Der Ortsbeirat in Udenhausen besteht aus sieben ehrenamtlichen Ratsmitgliedern, die zuletzt bei der Kommunalwahl am 9. Juni 2024 gewählt wurden, und der ebenfalls ehrenamtlichen Ortsvorsteherin als Vorsitzender.
Die Sitzverteilung im gewählten Ortsbeirat:
| Wahl | SPD | CDU | BfB * | FWG ** | Gesamt  |
| ---- | --- | --- | ----- | ------ | ------- |
| 2024 | 4   | 2   | 1     | –      | 7 Sitze |
| 2019 | 4   | 2   | –     | 1      | 7 Sitze |
| 2014 | 4   | 3   | –     | –      | 7 Sitze |

### Ortsvorsteher
Sandra Porz (SPD) wurde 2014 Ortsvorsteherin von Udenhausen. Bei der Direktwahl am 9. Juni 2024 setzte sie sich mit einem Stimmenanteil von 74,2 % gegen einen Mitbewerber durch und wurde damit für weitere fünf Jahre in ihrem Amt bestätigt.